# Kimball (Tennessee)
Kimball és una població dels Estats Units a l'estat de Tennessee. Segons el cens del 2000 tenia 1.312 habitants.

## Demografia
Segons el cens del 2000, Kimball tenia 1.312 habitants, 563 habitatges, i 389 famílies. La densitat de població era de 102,5 habitants/km².
Dels 563 habitatges en un 30% hi vivien nens de menys de 18 anys, en un 54,7% hi vivien parelles casades, en un 10,8% dones solteres, i en un 30,9% no eren unitats familiars. En el 29,1% dels habitatges hi vivien persones soles l'11,4% de les quals corresponia a persones de 65 anys o més que vivien soles. El nombre mitjà de persones vivint en cada habitatge era de 2,33 i el nombre mitjà de persones que vivien en cada família era de 2,85.
Per edats la població es repartia de la següent manera: un 22,8% tenia menys de 18 anys, un 7% entre 18 i 24, un 29% entre 25 i 44, un 28,6% de 45 a 60 i un 12,6% 65 anys o més.
L'edat mediana era de 40 anys. Per cada 100 dones de 18 o més anys hi havia 86,6 homes.
La renda mediana per habitatge era de 33.359 $ i la renda mediana per família de 41.094 $. Els homes tenien una renda mediana de 31.141 $ mentre que les dones 21.382 $. La renda per capita de la població era de 17.454 $. Entorn del 7,9% de les famílies i el 9% de la població estaven per davall del llindar de pobresa.

## Poblacions més properes
El següent diagrama mostra les poblacions més properes.